# 難波洋三
難波 洋三（なんば ようぞう、1955年 - ）は、日本の考古学者。奈良文化財研究所埋蔵文化財センター長。現在は、

## 経歴
1955年、兵庫県姫路市生まれ。京都大学工学部を終了後、同大文学部へ編入。京都大学大学院に進学し、考古学を専攻。1986年、博士課程を修了した。
同1986年、京都大学文学部助手に採用された。1988年、京都国立博物館研究員に就いた。2008年より奈良文化財研究所に勤務。

## 受賞
- 第20回濱田青陵賞を受賞。

## 研究内容・業績
専門は考古学で、弥生時代の銅鐸を中心に青銅器に関する研究が多い。また、近世土器やガンダーラ仏教時代の土器の研究についても、論考があり、堅実で独創的な成果をあげている。

## 著作
共編著
- 『銅鐸と邪馬台国:徹底討論』銅鐸博物館編 1999
- 『亀の古代学』千田稔・宇野隆夫編 2001

論文
- 「銅鐸」『弥生文化の研究』6, 雄山閣出版, 1986年
- 「同笵銅鐸の展開」『シルクロード学研究叢書』3, シルクロード学研究センター, 2000年
- 「近畿式・三遠式銅鐸の成立」『歴博国際シンポジウム2006 古代アジアの青銅器文化と社会発表要旨集』国立歴史民俗博物館, 2006年
- 「市坂の土器作り」『京都大学構内遺跡調査研究年報 1986年度』京都大学埋蔵文化財調査研究センター, 1989年
- 「楽茶碗の成立とホウラク」『人環フォーラム』12, 京都大学大学院 人間・環境学研究科, 2002年